# 米德爾布蘭奇鎮區 (密歇根州)
米德爾布蘭奇鎮區（英語：Middle Branch Township）是位於美國密歇根州奧西歐拉縣的一個行政鎮區。

## 地方資料
米德爾布蘭奇鎮區的面積為92.00平方千米，當中陸地面積為92.00平方千米，而水域面積為0.00平方千米。根據2020年美國人口普查的數據，當地共有人口775人，而人口密度為每平方千米8.42人。